# Асимптотическая свобода
Асимптоти́ческая свобо́да — физический эффект, возникающий в некоторой калибровочной теории, в которой взаимодействие между частицами, такими как кварки, становится сколь угодно малым при уменьшении расстояния между частицами. Другими словами, в асимптотическом пределе r→0 частицы перестают взаимодействовать и становятся свободными.
В 2004 году Нобелевская премия по физике присуждена трём физикам-теоретикам из США — Дейвиду Гроссу, Дейвиду Политцеру и Фрэнку Вильчеку, — с формулировкой «за открытие асимптотической свободы в теории сильных взаимодействий».

## История
Во второй половине 1940-х годов произошло объединение квантовой механики с электродинамикой, что ознаменовалось построением математического аппарата квантовой теории поля, которая описывает взаимодействие элементарных частиц. Квантовая электродинамика (КЭД) начала развиваться в 1930-е годы в работах Дирака, Паули и Ферми, но только в 1950-е годы было показано, как избавляться от расходимостей, обычно присутствующих в квантовых теориях поля. Расширение КЭД на сильные взаимодействия оказалось невозможным. Однако в 1954 году Ч. Янг и Р. Миллс рассмотрели неабелевые калибровочные симметрии, М. Гелл-Ман и Дж. Цвейг в 1964 году ввели кварки и в 1965 году появились работы Н. Н. Боголюбова, Б. В. Струминского и А. Н. Тавхелидзе и независимо Ё. Миямото, Хан Му Ёна и Й. Намбу, которые ввели новое квантовое число, названное цветом. Тогда все адроны, состоящие из кварков, можно описать на языке новой неабелевой калибровочной теории поля, где взаимодействие переносится безмассовыми глюонами. Новая квантовая теория для описания взаимодействия кварков — квантовая хромодинамика (КХД) — оказалась нелинейной. При этом, как показал в 1963 году Ричард Фейнман, из-за нарушения унитарности у этой теории возникали проблемы с квантованием. Для восстановления унитарности Л. Д. Фаддеев и В. Н. Попов ввели «духов» в квантовую теорию неабелева калибровочного поля, что позволило использовать фейнмановские диаграммы и способствовало дальнейшему исследованию новой теории. Из-за нелинейности теории обычная теория возмущений оказалась малоэффективной, поэтому основным математическим аппаратом оказался формализм ренормгруппы. Этот формализм появился в работах 1950-х годов Э. К. Г. Штюкельберга и А. Петермана и М. Гелл-Мана и Ф. Ю. Лоу, но законченную форму приобрёл в исследованиях Н. Н. Боголюбова и Д. В. Ширкова. Метод ренормгруппы позволяет вычислить ультрафиолетовые и инфракрасные асимптотики благодаря учёту основных вкладов бесконечного класса диаграмм Фейнмана.
К началу 1970-х годов все эти результаты предшествовали открытию асимптотической свободы. Д. Гросс, Ф. Вильчек и Д. Политцер показали, что с уменьшением расстояния между кварками эффективная константа взаимодействия в КХД уменьшается, что приводит к исчезновению взаимодействия. Это подтверждалось в экспериментах по глубоконеупругому лептон-адронному рассеянию на линейном ускорителе электронов в Стэнфорде (США). Асимптотическая свобода оказалась важна для практического применения в КХД, поскольку разбила область взаимодействия кварков на две области больших и малых расстояний, где можно применять теорию возмущений. Аналогичное явление было открыто в квантовой электродинамике для заряженных векторных полей В. С. Ваняшиным и М. В. Терентьевым в 1965 году, в теории Янга-Миллса И. Хрипловичем в 1969 году и Г. ’т Хоофтом в 1972 году